# Переименование станции метро «Войковская»

Переименование станции метро «Войковская», ввиду неблаговидных деяний Петра Войкова, поддержали:
- инициативная группа общественности[7];
- тогдашний министр культуры Владимир Мединский[8];
- писатели и публицисты:
  - Егор Холмогоров[9];
  - Елена Чудинова[10][11];
- политические партии:
  - ЛДПР[12];
  - «Яблоко»[1];
- правозащитные организации:
  - Московская хельсинкская группа[2];
  - «Мемориал»[13];
  - Совет при президенте Российской Федерации по развитию гражданского общества и правам человека[14];
- Русская православная церковь[3][4][5][6],

включая лично патриарха Кирилла;
- представители студенчества Московского авиационного института[16][17]

и многие другие.
Переименова́ние ста́нции метро́ «Во́йковская» — предмет многолетней общественной дискуссии, тесно связанной с общественными оценками исторической роли Октябрьской Революции и личностей В. И. Ленина и Николая II.
Данное переименование — составная часть попыток исключить из топонимики Москвы имя Петра Войкова, которого считают одним из организаторов убийства семьи Николая II. Берёт начало в 1990-х годах и насчитывает четверть века .
Вопрос о переименовании станции метро «Войковская», а также одноимённой железнодорожной станции и всего транспортно-пересадочного узла стал предметом опроса, или электронного референдума, запущенного 2 ноября 2015 года в системе «Активный гражданин» и завершившегося 23 ноября 2015 года в 00:00. Против переименования высказалось 53 % участников ().
Комментарии к итогам голосования различны. Многие комментаторы считают, что объявленные результаты соответствуют реальности и отражают «выбор москвичей», которые «действительно против переименования», что система «Активный гражданин» работает корректно и обеспечивает «лучший механизм быстрого и качественного взаимодействия горожан и властей», а динамика голосования вполне объяснима и соответствует обычной практике. Однако президент фонда «Возвращение» Юрий Бондаренко заявил, что власти Москвы «выставили нужные им цифры» и что опрос сфальсифицирован, так как «результаты не менялись на протяжении фактически трех недель» ().
За переименование, ввиду неблаговидных деяний Петра Войкова (), выступают представители самых разных общественных сил и большое число отдельных лиц (см. врезку).
Против переименования выступает КПРФ, мотивируя свой выбор бесполезностью и дороговизной проекта, необходимостью помнить о прошлом и поддерживать «здоровую атмосферу гордости за дела предков» ().
Хотя опрос завершён, общественная дискуссия не закончилась: имя Эльдара Рязанова, скончавшегося в Москве в ночь с 29 на 30 ноября 2015 года, предложили присвоить станции метро «Войковская» депутаты Госдумы от «Справедливой России» (), в конце марта 2016 года о недопустимости сохранения в топонимике имени Войкова заявил Патриарх Кирилл (), а в октябре 2016 года на заседании комиссии по монументальному искусству при Московской городской думе были предложены очередные варианты переименования станции — «Маршала Василевского» и «Балтийская».

## Альтернативные варианты названия

### Прецеденты
Переименование станций Московского метрополитена происходило неоднократно (в частности, в период 1999—2014 годов были переименованы 5 станций).
В ходе многолетней дискуссии с предложением переименовать станцию выступали различные лица и общественные организации. Предлагались многочисленные варианты нового названия:
- «Волковская»[31],
- «Северо-Западная»[31],
- «Петербургская»[31],
- имени «Героев обороны Москвы»[32],
- «Декабрьская»[32],
- «Ковердинская»[10],
- «Чугунолитейная»[11],
- «Авиационная»[17][33],
- «Московская»[34].

(Приведённый список не полон.)

## История
Станция «Войковская» носит своё название с момента открытия 31 декабря 1964 года. Общественная дискуссия вокруг переименования «Войковской» представляет собой часть попыток исключить из топонимики города имя Петра Войкова, одного из организаторов убийства семьи Николая II. История попыток переименовать станцию и другие объекты берёт начало в 1990-х годах и насчитывает четверть века.

### 1990-е годы
Разработанный в 1992 году историками и москвоведами проект предусматривал полное избавление московского метро от «политической нагрузки»: станциям предполагалось присвоить исконные названия мест их расположения. В частности, «Войковскую» планировали переименовать в «Петербургскую», а соседние «Водный стадион» и «Сокол» — в «Головино» и «Всехсвятское», соответственно. Однако проект не реализовали — в силу как политических, так и финансовых соображений.
В январе 1999 года монархическое движение «За веру и Отечество» обратилось к тогдашнему мэру Москвы Юрию Лужкову с предложением произвести «деполитизацию» столичной топонимики, «чтобы названия улиц не вызывали разделения в нашем народе». Духовник движения иеромонах Никон (Белавенец) обращался к этой теме и в последующем.

### 2000-е годы
Среди других общественных организаций, принявших участие в обсуждении, — созданный в декабре 2006 году фонд «Возвращение», по инициативе которого 17 июля 2007 года в московском храме Всех Святых на Соколе прошёл молебен о переименовании метро «Войковская» и возвращении исторических имён столичным улицам (храм был выбран как ближайший к Войковской). Со своей стороны, тогдашний руководитель Московского метрополитена Дмитрий Гаев в интервью «Российской газете», опубликованном 18 июля, подверг критике инициативу представителей православной общественности, объявив себя противником «любого переименования», которое сравнил с попыткой вырвать «страницу из истории страны». При этом заместитель главы пресс-службы московского метрополитена Елена Крылова отметила «безусловную» готовность исполнить постановление правительства Москвы о переименовании «Войковской» в «Петербургскую» в том случае, если такое постановление появится.
В мае 2008 года участники проекта «Возвращение» обращались к мэру Москвы Юрию Лужкову с просьбой о переименовании станции. В июле того же года заместитель мэра в правительстве столицы Анатолий Петров заявил, что члены комиссии при московском правительстве «не раз обсуждали эту проблему, в том числе с приглашением участников проекта, специалистов-историков. И все же, несмотря на представленные ими аргументы, комиссия не нашла возможности поддержать эти предложения».

### Начало 2010-х годов
Дискуссия продолжалась и в 2010-е годы.
В частности, 6 декабря 2013 года депутаты Государственной думы от партии «Справедливая Россия» предложили мэру Москвы переименовать станцию в честь Нельсона Манделы, который в этот день скончался в своём доме в городе Йоханнесбурге (ЮАР).
Против переименования станции выступали КПРФ и Союз коммунистической молодёжи.

### 2015 год
Участниками дискуссии 2015 года стали, среди прочих:
- Александр Закондырин, заместитель председателя совета депутатов Войковского района[46];
- представители Русской православной церкви — протоиерей Всеволод Чаплин[3], тогдашний архиепископ Егорьевский Марк (Головков)[4], митрополит Восточно-Американский и Нью-Йоркский Иларион (Капрал)[5][6];
- представители общественных и государственных правозащитных организаций — глава Московской хельсинкской группы Людмила Алексеева[2], глава президентского совета по правам человека Михаил Федотов[47];
- мэр Москвы Сергей Собянин[48];
- лидер партии «Яблоко» Сергей Митрохин[1];
- лидер фракции КПРФ в Мосгордуме Андрей Клычков[1];
- лидер общественного проекта «За переименование „Войковской“» Филипп Грилль[7].
- журналист-москововед, бывший заместитель председателя постоянной Комиссии по культуре, искусству и охране исторического наследия Моссовета, бывший председатель Комиссии по наименованиям Моссовета Вадим Дормидонтов[49].

Неблаговидные деяния Петра Войкова (см.) использовали как аргумент в пользу переименования представители Русской православной церкви, глава Московской хельсинкской группы, лидер «Яблока».
Дискуссия принесла и новые варианты названия: в июле поступило предложение назвать станцию «Воротынской» — в честь полководца XVI века Михаила Воротынского. Сергей Митрохин, предложив этот вариант, обосновал его сохранением фонетики названия и тем, что Михаил Воротынский спас Москву от пожара: «если бы не он, то города бы вообще могло не быть».
В августе 2015 года в список вариантов названия станции попало наименование «Глебово». Вариант «Коптево» также входит в число обсуждаемых. Оба варианта связаны с возможным переименованием всего транспортно-пересадочного узла (ТПУ) «Войковский». Последний включает в себя станцию метро «Войковская» и строящуюся станцию «Войковская» Малого кольца Московской железной дороги.
Впрочем, как сообщает агентство РИА Новости, заместитель мэра по вопросам социального развития Леонид Печатников заявил о возможном переименовании транспортно-пересадочного узла (в «Коптево») при сохранении прежнего названия станции метрополитена. «Российские железные дороги», в свою очередь, готовы выступить с инициативой о переименовании ТПУ лишь после принятия правительством Москвы окончательного решения о переименовании станции метро.
Одним из итогов общественной дискуссии стала критика со стороны московской организации КПРФ в адрес Министерства иностранных дел, Русской православной церкви и президентского Совета по правам человека за их позицию по вопросу переименования московской станции метро «Войковская».

#### Обращение к Владимиру Путину
10 сентября 2015 года пришло сообщение, что инициативная группа москвичей, выступающих за переименование станции, направила письмо в администрацию президента России с просьбой о переименовании «Войковской». Обращение собрало 6 тысяч подписей. Об этом координатор инициативной группы Филипп Грилль сообщил телеканалу M24.RU. Предлагаемый вариант — переименовать станцию в «Улицу космонавта Волкова». Дважды герою Советского Союза Владиславу Волкову в 2015 году исполнилось бы 80 лет.
Несколько позже, 21 сентября 2015 года, агентство РИА Новости сообщило, что с открытым письмом к президенту России обратились деятели культуры, которые выступили за переименование станции метро «Войковская» и других столичных объектов. Письмо, среди прочих, подписали:
- народные артисты России Владимир Хотиненко, Александр Михайлов и Михаил Ножкин;
- народные художники России Сергей Андрияка, Дмитрий Белюкин и Сергей Харламов;
- председатель Союза писателей России Валерий Ганичев и сопредседатель Союза писателей Владимир Крупин;
- писатели Юрий Лощиц, Станислав Куняев, Александр Сегень (лауреаты патриаршей литературной премии разных лет);
- космонавт и дважды Герой России Виктор Савиных;
- певица и заслуженная артистка России Татьяна Петрова;
- исполнительный председатель ассоциации «Франко-российский диалог» князь Александр Трубецкой;

и другие.
Кинорежиссёр и сценарист Юрий Грымов, который вошёл в число подписавшихся, предложил в качестве одного из вариантов назвать станцию именем Александра Солженицына.

#### Реакция исполнительной власти
23 июля 2015 агентство ТАСС сообщило, что мэр Москвы Собянин выразил готовность к переименованию станции метро «Войковская». Собянин, отметив свойственное населению осторожное отношение к переименованиям, добавил, что изменение названии станции метро не приведёт к замене документов и тому подобному. Тем самым решение вопроса значительно упрощается.
Впоследствии он заявил о том, что москвичи выступают против переименования станции, и добавил, что его отношение к переименованию вторично: 

Главное, чтобы жители сами были согласны, но пока они говорят: не трогайте нашу станцию, мы привыкли.
Однако в октябре 2015 года Сергей Собянин сообщил о намерении провести интернет-референдум в системе «Активный гражданин».

## Интернет-референдум и последующая дискуссия
Голосование по вопросу переименования станции метро «Войковская», а также одноимённой железнодорожной станции и всего транспортно-пересадочного узла (ТПУ) началось в системе «Активный гражданин» 2 ноября 2015 года и завершилось 23 ноября 2015 года в 00:00.
Участники опроса о переименования станции Московского метрополитена «Войковская», одноимённой железнодорожной станции и пересадочного узла (304 075 человек) проголосовали следующим образом: за переименование — 35 %, против — 53 %, затруднились с ответом — 7 %, остальные 5 % считают, что этот вопрос должны решать специалисты.

### Комментарии к итогам голосования
Как считает руководитель Центра политических технологий Игорь Бунин, «результаты голосования по поводу „Войковской“ отражают реальную картину». Писатель и журналист Лев Пирогов несколько раньше высказался сходным образом: «Народ действительно против переименования», — и добавил:

Просто люди не хотят перемен. Вообще. Никаких перемен — принципиально. Это что-то вроде невроза.
Комментируя итоги опроса, Леонид Радзиховский охарактеризовал переименование «Войковской» как провальное и бессмысленное мероприятие («видимость действий» и «полнейший бред»), а полученные результаты объяснил всеобщим безразличием: 

… нашему обществу … «всё равно» вообще на все. Его ничего не волнует, и это, к сожалению, его большая проблема.
Глава синодального Информационного отдела Владимир Легойда выразил удивление результатами голосования, которые, по его мнению, демонстрируют безразличие граждан к увековечению памяти нравственно сомнительных исторических деятелей, и прибавил, что «300 тысяч голосов — это печальная демонстрация гражданской индифферентности».
Михаил Барщевский, полномочный представитель правительства Российской Федерации в Конституционном суде, сообщил «Российской газете», что голосовал за переименование, а затем, воспользовавшись системой проверки, убедился, что его голос зачтён: «Всё работает корректно, это однозначно». Михаил Абызов, российский министр по вопросам открытого правительства, расстроенный итогами голосования по «Войковской», тем не менее считает, что на сегодняшний день система «Активный гражданин» — «пожалуй, лучший механизм быстрого и качественного взаимодействия горожан и властей» и что опубликованные итоги представляют собой «выбор москвичей, без так называемых „накруток и счётчиков“». По заявлению Артёма Ермолаева, министра правительства Москвы, руководителя департамента информационных технологий, «накрутки» при голосовании по «Войковской» исключены, поскольку сложны и бессмысленны.
Политолог Борис Макаренко считает, что динамика голосования вполне объяснима и соответствует обычной практике, при которой сначала «голосуют те, кто рассматривает это как социальную обязанность, потом повышается доля более либеральных граждан».
По мнению журналиста «Независимой газеты», сходство процентных данных, полученных в разное время, «позволяет говорить об отсутствии накруток». С подобной логикой согласен и журналист «Российской газеты».
Совершенно иную точку зрения высказал Юрий Бондаренко, президент фонда «Возвращение», который заявил, что власти Москвы «выставили нужные им цифры» и что опрос сфальсифицирован, так как «результаты не менялись на протяжении фактически трех недель». Он полагает невозможным отсутствие изменений после высказываний Владимира Мединского, депутата Госдумы Алексея Пушкова, телеведущего Дмитрия Киселёва.
По аналогичным соображениям весьма критическую оценку итогам голосования дал сотрудник Фонда борьбы с коррупцией Леонид Волков (соратник известного оппозиционера Алексея Навального), который утверждает, что наблюдаемая стабильность во времени результатов голосования является аномалией. Фактически, примерно 10 тысяч человек, которые проголосовали в первые полтора часа, «оказались идеальной репрезентативной выборкой», что, по мнению Волкова, нереалистично. Кроме того, утверждает Волков, настоящий график распределения голосов всегда содержит всплески, поскольку на посещаемость влияет целый ряд факторов — время суток, начало иных голосований и прочее, однако этих всплесков нет:

Всего этого мы и близко не видим на графиках мэрии. На что они похожи, так на хорошо организованное голосование виртуалов, на которое накладывается, и в котором, как в белом шуме, растворяется голосование относительно небольшого числа реальных граждан, которые при этом, конечно, найдут свой голос, правильно посчитанный, в опубликованных логах.

### Альтернативное голосование
Предпринятое на сайте телеканала RT альтернативное голосование, хотя и не может считаться полным аналогом голосования в системе «Активный гражданин» (в частности, из-за отличия предложенных формулировок как вопроса, так и ответов), по состоянию на май 2016 года дало иные результаты, в которых разрыв между сторонниками и противниками переименования значительно меньше (см. таблицу).
|                                                                    | Число голосов | Доля |
| ------------------------------------------------------------------ | ------------- | ---- |
| Не надо ворошить историю, пусть останется как есть                 | 40 781        | 51%  |
| Надо переименовать, ведь Войков причастен к убийству царской семьи | 37 269        | 47%  |
| Затрудняюсь ответить                                               | 468           | 1%   |
| Мне всё равно, я не из Москвы                                      | 1 427         | 2%   |

Формулировка вопроса: В ходе голосования на портале «Активный гражданин» москвичи высказались против переименования «Войковской». А вы как считаете?.

### Новые предложения

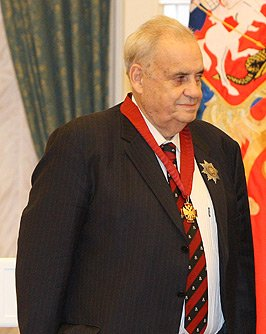
Рязанов после награждения орденом «За заслуги перед Отечеством» II степени, 2008 год

Продолжая дискуссию о переименовании, депутаты Госдумы от фракции «Справедливая Россия» Михаил Сердюк и Александр Агеев направили мэру Москвы Сергею Собянину предложение присвоить станции метро «Войковская» имя Эльдара Рязанова, скончавшегося в Москве в ночь с 29 на 30 ноября 2015 года на 89-м году жизни. Они полагают, что «положительный образ и добрая, деполитизированная энергетика Эльдара Рязанова» способны стать абсолютно приемлемой альтернативой «нынешним спорным названиям».
В обращении к мэру столицы депутаты просят его «рассмотреть возможность проведения повторного электронного референдума, который предусматривал бы изначально более прозрачный и понятный алгоритм верификации каждого голоса во избежание повторной дискуссии о легитимности итогов», а также «включить в качестве дополнительного варианта ответа новый топоним — „Эльдара Рязанова“ — в качестве альтернативы „Войковской“».
В поддержку инициативы депутатов Государственной Думы выступил заместитель председателя Совета депутатов Войковского района, член Общественной палаты Москвы Александр Закондырин, который считает, что «такое название может стать хорошим компромиссом». По его мнению, число тех, кто высказался за переименование, достаточно велико для того, чтобы попытаться найти иной, компромиссный вариант именования, поскольку этот шаг «поможет избежать конфронтации в обществе и дальнейших споров о переименовании станции».
Однако глава комиссии по культуре Мосгордумы Евгений Герасимов заявил, что Эльдар Рязанов был скромным человеком и не хотел бы подобного переименования станции.

### Заявление Патриарха Кирилла
В конце марта 2016 года Патриарх Кирилл в своём первом выступлении перед депутатами Мосгордумы заявил: 

Нельзя, чтобы в городе сохранялись — в нашей топонимике — имена преступников и террористов. Я имею в виду Войкова.
По его мнению, нельзя в силу утилитарных соображений «не идти на шаги, имеющие большое нравственное значение». Патриарх призвал провести «разумное изменение названий», которое не означает, однако, что «всю советскую эпоху нужно переименовывать».
В то же время по мнению Евгения Герасимова, председателя комиссии Мосгордумы по культуре и массовым коммуникациям, переименованием станции не следует заниматься незамедлительно: «Пройдёт время, и можно будет вернуться к этому вопросу».

### Именование станции Московского центрального кольца
Эхом общественного обсуждения использования в топонимике имени Войкова стало голосование об использовании топонима «Войковская» для именования станции Московского центрального кольца (МЦК).
Закончившееся в июле 2016 года голосование в системе «Активный гражданин» позволило ответить на вопрос, следует ли называть станцию МЦК (ранее — МКЖД) в честь Войкова или же подобрать для неё «историческое» название. В результате за топоним «Войковская» свои голоса отдали около 19 %, в то время как почти 70 % респондентов предпочли подобрать иной вариант. По этому вопросу высказали свои мнения около 173 тысяч человек.

## Стороны и аргументы

### Сторонники переименования
Как отметил Юрий Бондаренко, президент фонда «Возвращение», протест против использования имени Петра Войкова объединил совершенно разных людей: 

…Войков объединил и левых, и правых, и либералов, и государственников, он объединил всех в ненависти к себе.
Основной довод сторонников переименования — преступный характер деяний Войкова, среди которых — участие в расстреле семьи Николая II.
Среди прочих, против использования в топонимике имени Войкова в июле 2015 года выступил протоиерей Всеволод Чаплин, который заявил, что не видит разницы между Войковым, Басаевым, Ильичём Рамиресом Санчесом и подобными им лицами. Чаплин перечислил ряд деяний Войкова и резюмировал: «Итак, перед нами самый настоящий террорист и разрушитель государственности».
Людмила Алексеева, глава Московской хельсинкской группы, отреагировала на это заявление словами: «Это тот редкий случай, когда я согласна с РПЦ».
Сергей Митрохин включил «Войковскую» в список предлагаемых к переименованию станций метро, названных именами «террористов, палачей и узурпаторов власти».
7 августа 2015 года против использования имени Войкова выступил архиепископ Егорьевский Марк (Головков). По его мнению, довод о том, что «названия городов, проспектов, переулков — это история, и не надо её переписывать», в данном случае неприменим: достойный человек, в какое бы время он ни жил, царское или советское, заслуживает того, чтобы назвать его именем улицу или иной объект, однако «улицы, названные именами бандитов … надо переименовывать».
В тот же день Митрополит Восточно-Американский и Нью-Йоркский Иларион (Капрал) направил обращение мэру Москвы Сергею Собянину, в котором просил убрать имя Петра Войкова с карты Москвы.
20 августа 2015 года Михаил Федотов, глава президентского совета по правам человека, высказался в поддержку переименования.

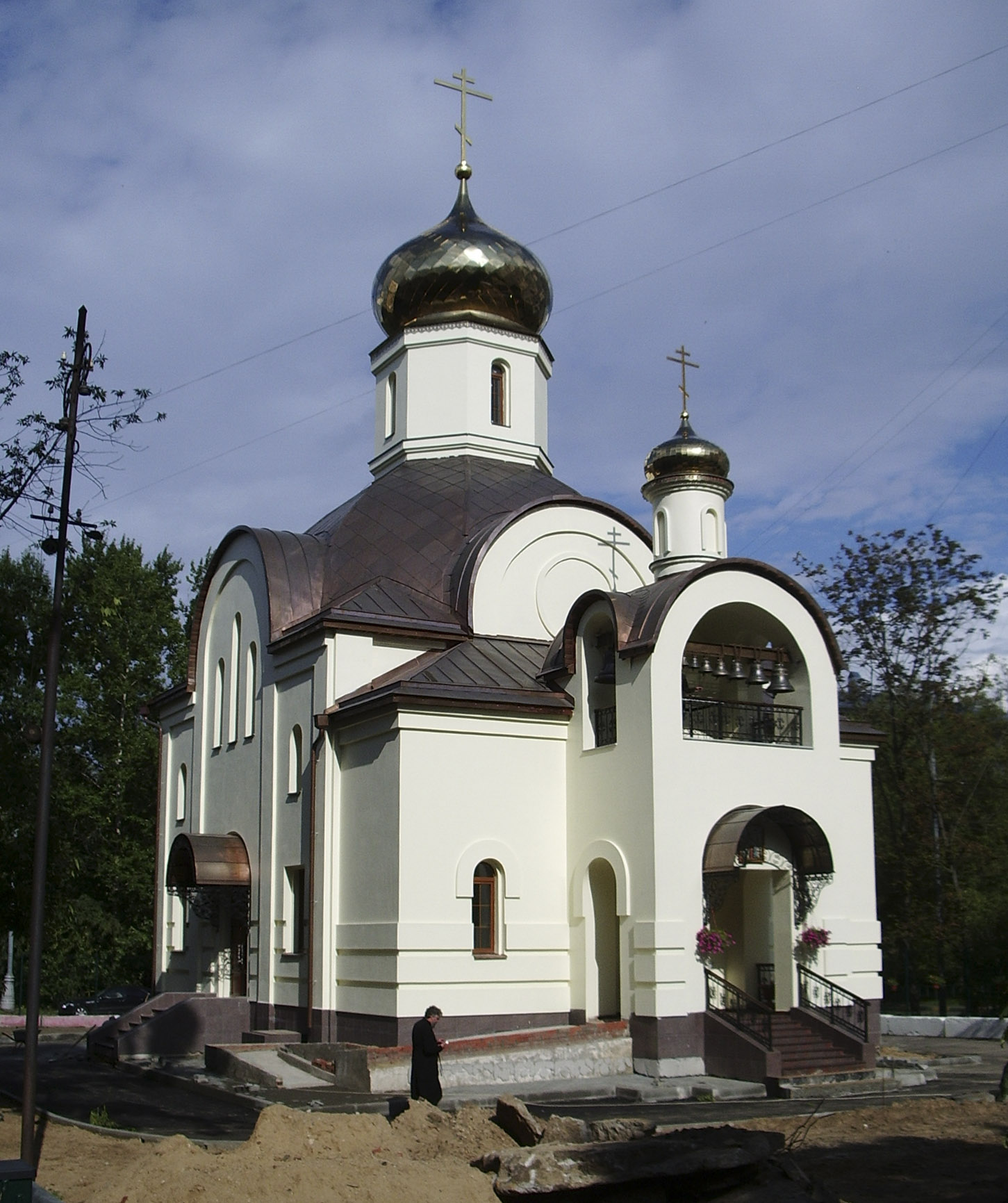
Храм святых царственных страстотерпцев.
Москва, 6-й Новоподмосковный переулок, д. 7

Лидер общественного проекта «За переименование „Войковской“» Филипп Грилль сообщил, что в ходе общественных слушаний абсолютное большинство участников высказалось за присвоение транспортно-пересадочному узлу (ТПУ) «Войковский» названия «Глебово» и что
к переданным в мэрию документам на переименование приложено более 3 тысяч подписей. Он выразил надежду, что полученная общественная поддержка инициативы не будет проигнорирована властями, и добавил: «в районе строится православный храм святых царственных страстотерпцев, и будет просто абсурдно, если храм во имя жертв Войкова появится в районе, носящем имя палача».
Публицист Егор Холмогоров в интервью «Русской службе новостей», упомянув как аналогию Великую французскую революцию, отметил, что французы «жестоко казнили короля и королеву», однако «им не пришло в голову отрубить голову принцу Людовику». Он также выразил мнение, что отношение «к революции, к монархии, к Дзержинскому, Ленину» может быть разным, «но конкретно Войков был просто убийцей невинных детей, и в честь детоубийцы называть станцию метро, <…> это по меньшей мере не логично, вне зависимости от нашего отношения к большевистской революции и советскому наследию».
В марте 2016 года Патриарх Кирилл в своём первом выступлении перед депутатами Мосгордумы также высказался против использования в топонимике имени Войкова.

### Противники переименования
Андрей Клычков, лидер фракции КПРФ в Мосгордуме, обсуждая предложения Сергея Митрохина о переименовании станций московского метро, охарактеризовал их как весьма дорогостоящую и бесполезную инициативу и добавил: 

История — такая, какая есть, и не стоит её забывать, а Митрохин предлагает вырезать с 1917 по 1991 год и заполнить этот промежуток пустотой.
Если брать в целом, одним из итогов общественной дискуссии 2015 года стала критика со стороны московской организации КПРФ в адрес Министерства иностранных дел, Русской православной церкви и президентского Совета по правам человека за их позицию по вопросу переименования московской станции метро «Войковская». Коммунисты заявили о росте выступлений «против героического советского прошлого», которые включают попытки переименовать объекты, названные в честь «героев Страны Советов», и потребовали поддерживать «здоровую атмосферу гордости за дела предков», предложив ввести 25-летний мораторий на переименования.
КПРФ обвинила представителей Русской православной церкви в попытках «развязать в стране новый виток антисоветской истерии», используя как спусковой крючок предложение переименовать станцию метро «Войковская», а Совет по правам человека был назван «штабом разжигания ненависти ко всему советскому и русскому».
Кроме того, представители КПРФ считают, что переименование имеет целью «очернить» Октябрьскую революцию и её участников. Они также опасаются, что оно может повлечь последующую череду переименований, когда на очередь встанут другие имена и, в первую очередь, имя Ленина.
Историк Александр Колпакиди считает, что попытка переименования станции «Войковская» связана с тем, что либеральные историки и публицисты проиграли идеологическую борьбу, и теперь на их место приходит правоконсервативные, черносотенные историки — в общественное сознание усиленно вводится представление о «России, которую мы потеряли», необходимость покаяния за «убийство царской семьи».
Краевед и историк архитектуры Денис Ромодин также высказался против переименования станции, но, в отличие от Клычкова, его позиция аполитична:

Я считаю, что станцию метро «Войковская» не нужно переименовывать. Это история нашего города, какой бы они ни была. И название станции метрополитена менять абсолютно бессмысленно, как показала история, поскольку так или иначе это уже установившиеся названия-топонимы. И я думаю, что мы не должны повторять историю своих предков, которые не ценили историю, изменяя в течение XX века разные исторические названия.
За «временный мораторий на любую войну с политическими символами в России» (не упоминая напрямую «Войковскую») высказался Александр Щипков, который полагает, что «в состоянии вялотекущей гибридной войны с антироссийскими и антирусскими глобальными политическими элитами» следует избегать шагов, способных привести к расколу общества.

### Финансовый аспект переименования
Разноречивые мнения высказываются по финансовой составляющей переименования.
В то время как Андрей Клычков охарактеризовал переименование станции как дорогостоящие мероприятие, Юрий Бондаренко, президент фонда «Возвращение», считает, что это миф. Он привёл как пример переименования железнодорожных вокзалов в Екатеринбурге (Свердловск) и Нижнем Новгороде (Горький): «…оказалось, что это стоит 0 рублей 0 копеек. Ни в атласы, ни в карты, ни в схемы метро вносить ничего не надо, потому что при следующем выпуске этих карт, атласов, путеводителей будет внесено новое название».